# 長尾謙一郎
長尾 謙一郎（ながお けんいちろう、1972年12月27日 - ）は、愛知県出身の漫画家、アーティスト、PV監督、アートディレクター。大阪芸術大学芸術学部放送学科卒。
http://kenichironagao.com/

## 略歴
- 1995年 - 在学中に『ビッグコミックスピリッツ』（小学館）に『アンダースローは終着駅だ』（藤本和也との合作）でデビュー。
- 1999年 - 『ヤングサンデー』（小学館）にて『おしゃれ手帖』連載開始。
- 2007年 - 『Quick Japan』（太田出版）にて『ヤバイ』連載。 『ビッグコミックスピリッツ』にて『ギャラクシー銀座』連載開始。
- 2009年 - 文化庁メディア芸術祭にて『ギャラクシー銀座』が審査委員会推薦作に選出される。
- 2010年 - 『ヤングアニマル』（白泉社）にて『PUNK』連載開始。
- 2011年 - 映像作家としての活動を始める。山下敦弘とオムニバス映画『ユメ十夜』の「第八夜」の脚本を共同執筆。
- 2012年 - AC部との共同監督作PV『ORIENTATION』（group_inou）が「SPACE SHOWER MUSIC AWARDS 2012」にノミネート。
- 2013年 - 『ビッグコミックスピリッツ』にて『クリームソーダシティ』連載開始。
- 2014年 - 5月11日、『クリームソーダシティ』が未完のまま連載終了することが発表された[1]。8月15日、原宿ROCKETにて初の個展「クリームソーダ シティ展」開催（その後大阪PULPに巡回）[2]。
- 2015年 - REDBULL MUSIC ACADEMYの広告にて（冨田勲）氏の肖像画を発表。5月11日、『クリームソーダシティ』の続編執筆の為にクラウドファンディング発表。わずか3日で目標額を達成。7月1日、東京ターナーギャラリーにて（小田島等）とのアートチームThe Fascism名義にて『Meltdown expressionism』開催。
- 2017年 - 初の絵本作品『とんすけくんはももたろう』を発表。
- 2019年 - 『月刊!スピリッツ』（小学館）にて『三日月のドラゴン』連載開始[3]。

## 作品リスト

### 漫画
- ビバ！思春期…（全1巻、『ヤングマガジンアッパーズ』、講談社、1999年）
- おしゃれ手帖（全10巻、『週刊ヤングサンデー』、小学館、2000年 - 2006年）
- バカ田バカ助の挑戦（全1巻、『BUBKA』、白夜書房、2000年 - 2002年）
- 中日カーチャン（読切、『おしゃれ野球批評』、DAI-X出版、2005年）
- ギャラクシー銀座（全4巻、『ビッグコミックスピリッツ』、小学館、2007年 - 2008年）
- バンさんと彦一（全1巻、『クイック・ジャパン』、太田出版ほか、2008年 - 2010年）
- PUNK（全4巻、『ヤングアニマル』、白泉社、2010年 - 2012年）
- クリームソーダシティ（全2巻、『ビッグコミックスピリッツ』、小学館、2013年 - 2014年、未完[1]。）
- creamsoda city 3（全1巻、2016年） -  『クリームソーダシティ』の続編。クラウドファンディングのリターンとして単行本が発表され、後に電子書籍化もされた。
- クリームソーダシティ完全版（全1巻、太田出版、2017年） - 『クリームソーダシティ』全2巻（1話〜24話）と『creamsoda city 3』（25話〜29話）に最終章を追加したもの。
- 三日月のドラゴン（全7巻、『月刊!スピリッツ』、小学館、2019年3月号[3] - 2022年10月号[4]）
- MEMORIAL DAYS 今夜もバブルは弾けnight（読切、『Rude』2021秋冬号、（株）マガジン・マガジン、2021年） - 『おしゃれ手帖』のキャラクター、寺見須初範が主役の読切。
- MIDDLE AGE CRISIS 《中年クライシス》味わい丁介（読切、『Rude』2022春夏号、（株）マガジン・マガジン、2022年）
- バックホームブルース（既刊4巻、『ビッグコミックオリジナル』、小学館、2023年19号[5] - ）

### 映像作品
- PV 『天文学的少年』（荒川ケンタウロス 2011年）
- PV 『ORIENTATION』（group_inou 2012年） -  AC部との共同監督。
- PV 『ティーティーウー』（荒川ケンタウロス 2015年）
- PV 『放課後シンパシー』（テンテンコ 2016年）
- PV 『くるま』（テンテンコ 2016年）
- PV 『次郎』（テンテンコ 2016年）
- PV 『カンヌの休日 Feat. 山田孝之』 山田孝之の肖像画 (フジファブリック 2017年)

### 絵本
- 『とんすけくんはももたろう』（小学館 2017年）

### その他
- トリビアの泉『15人全員が別々の理由で遅刻したため爆発事故を免れた聖歌隊がいた』 - イラスト[6]
- アルバム『Xmas SONG』（World's end girlfriend） - ジャケット
- アルバム『踊り狂って飯が腐るのだ』（シロー ザ グッドマン） - ジャケット・アートワーク
- ミニアルバム『天文学的少年』（荒川ケンタウロス） - ジャケット
- DVD『DV』（前野健太、監督・松江哲明 ）　- ジャケット・アートワーク
- アルバム『遊覧船の中で見る夜明けはいつも以上に美しい』（荒川ケンタウロス） - ジャケット・アートワーク
- 7inchシングル『Cumparsita』（Gellers） - ジャケット
- 配信用シングル『YUDECHAN』（World's end girlfriend feat. Bool） - ジャケット（2013年）
- 配信用シングル『放課後シンパシー』（テンテンコ） - 配信用ジャケット
- アルバム『工業製品』（テンテンコ） - ジャケット・アートワーク
- ドラマ『山田孝之のカンヌ映画祭』 第7話 - 劇中イラスト
- エッセイ『すべて忘れてしまうから…』（燃え殻） - イラスト（2020年）　ISBN 978-4-594-08560-5
- エッセイ『夢に迷って、タクシーを読んだ』（燃え殻） - 装画、挿画（2021年） ISBN 978-4-594-08773-9

## 評価
- 山田孝之は 『クリームソーダシティ完全版』の帯コメントにて「僕はクリームソーダシティが大好きです。でも正直言って分からない。要所要所でグッとくる描写があって、この感覚はとても共感できるぞ！と思う箇所もあるけども、それでもやっぱり分からない。その読者に委ねる余裕と勇気がとてもカッコいいなと憧れるし、次の"問題”を欲しがる理由であり、魅力なのだろうと思う。」と同作を評している。